# Woomargama-Nationalpark
Der Woomargama-Nationalpark ist ein Nationalpark im Süden des australischen Bundesstaates New South Wales. Er liegt 20 km südöstlich von Holbrook und 30 km nordöstlich von Albury in der Riverina. Das südliche Ende des Parks ist nur einen Kilometer vom Lake Hume entfernt, der vom Murray River gebildet wird. Der Park besitzt eine Ost-West-Ausdehnung von ca. 30 km und eine Nord-Süd-Ausdehnung von ca. 15 km. 2006 bedeckte der Park eine Fläche von 235,77 km² und angrenzende Schutzgebiete eine Fläche von 7,1 km². 2010 war die Nationalparkfläche bereits auf 241,85 km² gestiegen.
Der Woomargama-Nationalpark entstand im Januar 2001 aus dem Woomargama State Forest, dem Dora Dora State Forest und dem Tipperary State Forest zusammen mit einigen Flächen von Kronland als Teil des Southern Regional Forest Agreement aus dem Jahre 2000.